# Salvador Arqueta
Salvador Arqueta Echevarría (Erandio, Vizcaya, 28 de enero de 1914-Erandio, octubre de 1981) fue un futbolista español que jugaba en la demarcación de defensa.

## Biografía
Fichó por el Real Betis Balompié de cara a la temporada 1933-34, procedente del equipo de su localidad, donde estuvo a la sombra de los defensas vascos Areso y Aedo. Decidió volverse al País Vasco al acabar la temporada, por lo que fue sancionado y estuvo dos temporadas sin jugar. No fue hasta 1939 cuando fichó por el Athletic Club. En el equipo vasco disputó más 110 partidos entre Liga, Copa y Campeonato Regional hasta 1945.

## Selección nacional
Jugó un partido con la selección de fútbol de España, el 15 de marzo de 1942 en Sevilla, en calidad de amistoso contra Francia que finalizó con un resultado favorable al combinado español por 4-0 tras un doblete de Paco Campos y gol de Mundo y Epi.

## Clubes
| Club          | País   | Año         | Partidos | Goles |
| ------------- | ------ | ----------- | -------- | ----- |
| SD Erandio    | España | 1932 - 1933 |          |       |
| Real Betis    | España | 1933 - 1934 | 10       | 0     |
| Athletic Club | España | 1939 - 1945 | 98       | 5     |
| SD Erandio    | España | 1946 - 1947 |          |       |

## Palmarés

### Campeonatos nacionales
| Título                     | Club          | País   | Año  |
| -------------------------- | ------------- | ------ | ---- |
| Primera División de España | Athletic Club | España | 1943 |
| Copa del Rey               | Athletic Club | España | 1943 |
| Copa del Rey               | Athletic Club | España | 1944 |
| Copa del Rey               | Athletic Club | España | 1945 |